# Braune Schüsselschnecke
Die Braune Schüsselschnecke (Discus ruderatus), auch Braune Schlüsselschnecke, Braune Diskusschnecke oder Braune Knopfschnecke genannt, ist eine Schneckenart in der Familie der Schüsselschnecken (Patulidae) aus der Unterordnung der Landlungenschnecken (Stylommatophora).

## Merkmale
Das Gehäuse ist sehr flach konisch bis fast scheibenförmig und misst im Adultstadium 5,5 bis 7 mm im Durchmesser und 2 bis 3,5 mm in der Höhe. Die 4 bis 4½ Umgänge nehmen rasch zu und sind an der Außenkante gerundet bis sehr schwach geschultert. Die Naht ist flach. Die Mündung ist rundlich und steht schief zur Windungsachse. Der Mundsaum ist nicht verdickt, sehr zerbrechlich und nicht umgebogen. Der Nabel ist weit und tief; er nimmt etwa 1/3 der maximalen Gehäusebreite ein. 
Das Gehäuse ist einheitlich gelblich, gelblichbraun, grünlich-braun bis rötlichbraun gefärbt. Die nicht glänzende Oberfläche weist zahlreiche, regelmäßig angeordnete kräftige Rippen auf.

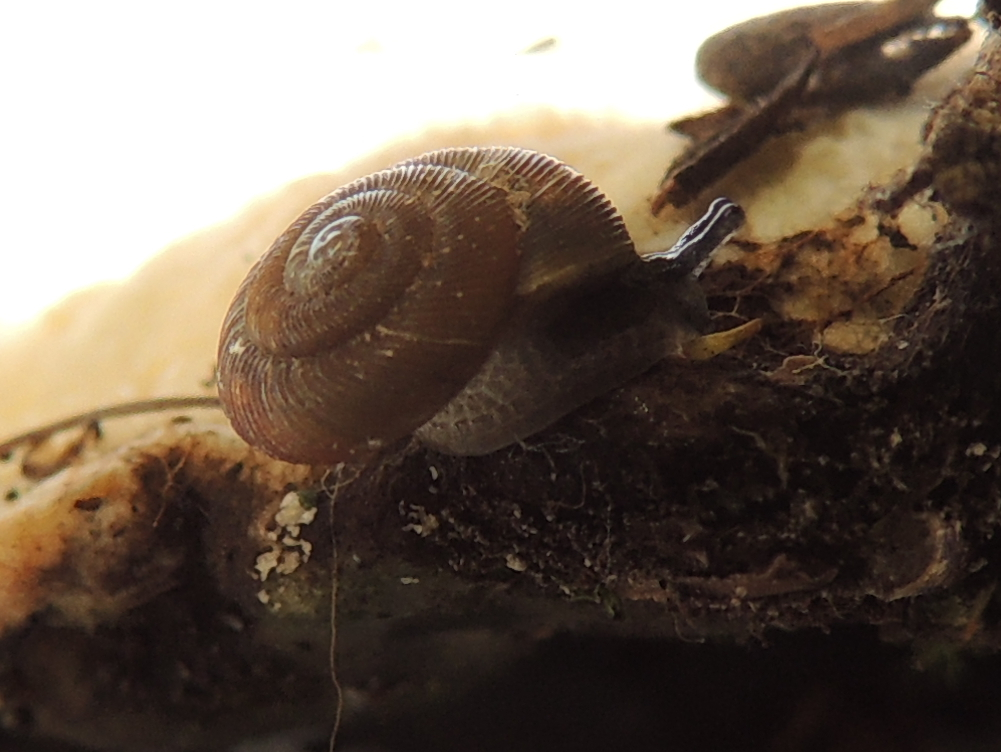
Exemplar mit deutlich sichtbarer Berippung

Der Geschlechtsapparat ist vergleichsweise einfach strukturiert. Der Samenleiter mündet seitlich direkt in den langen Penis. Der Penisretraktormuskel setzt am Apex des Penis an. Vagina und freier Eileiter sind vergleichsweise kurz. Die Spermathek ist länglich-eiförmig mit einem langen Stiel. Die Eiweißdrüse (Albumindrüse) ist fingerförmig und recht groß. Der Weichkörper des Tieres ist grau, dunkelgrau bis schwärzlich.

## Ähnliche Art
Die Braune Schüsselschnecke unterscheidet sich von der Gefleckten Schüsselschnecke (Discus rotundatus) durch das Fehlen der für diese Art typischen weißen Flecken. Auch ist das Gehäuse etwas weniger flach bzw. geringfügig höher. Die Gekielte Schüsselschnecke (Discus perspctivus) ist an der Peripherie scharf gekielt.

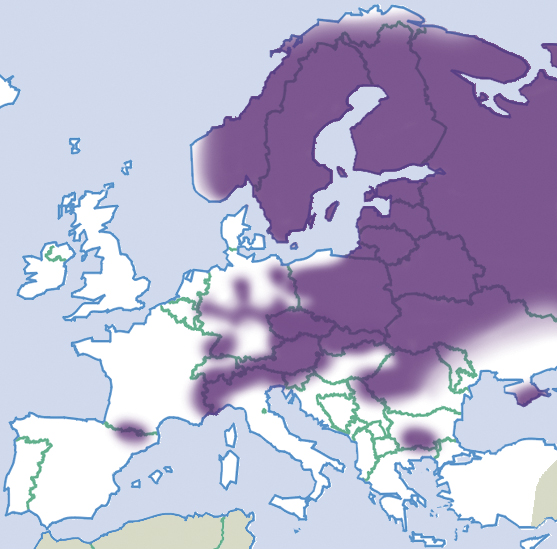
Verbreitungsgebiet in Europa (nach Welter-Schultes, 2012)

## Geographische Verbreitung und Lebensraum
Die Art hat ein riesiges Verbreitungsgebiet, das sich von Mitteleuropa bis nach Ostasien erstreckt (palaearktisch). In Europa ist die Verbreitung boreo-alpin. Das Verbreitungsgebiet reicht im Norden bis nach Skandinavien und Finnland. Im Süden sind die Alpen und Karpaten die Südgrenze. Isolierte Vorkommen südlich davon gibt es noch in den Pyrenäen und im Rhodopen-Gebirge im bulgarisch-griechischen Grenzgebiet. In Osteuropa kommt die Art auch im Flachland vor. Ein isoliertes Vorkommen ist von höheren Lagen der Krim bekannt. In Deutschland kommt sie in den Mittelgebirgen (Harz, Rhön, Vogelsberg, Schwarzwald und Bayerischer Wald).
Auf den Britischen Inseln kam die Art in der Nacheiszeit noch vor, starb dort aber schon vor 8000 Jahren aus.
Die Tiere leben unter der Rinde von verrottendem Holz oder unter Steinen in der Laubstreu, oft auch in Nadelwäldern, im Bergland meist über 800 m über NN. In höheren Lagen kommen sie auch in offenen Lebensräumen (offene Wiesen, sumpfige Stellen) vor, sogar oberhalb der Baumgrenze. Dort brauchen sie aber Steine zum Verstecken. In der Schweiz und in Rumänien steigen sie bis auf 2.800 m über Meereshöhe. Die Art ist gesteinsindifferent.

## Lebensweise
Die Tiere sind Zwitter, die sich in der Regel gegenseitig befruchten. Selbstbefruchtung ist sehr selten. Nach Beobachtungen an Exemplaren in Polen werden zwischen April und Oktober vergleichsweise sehr wenige (6 bis 15), dafür sehr große Eier (Durchmesser: 1,2 × 1,3 mm) in kleinen Gelegen von 2 bis vier Eiern abgelegt. Die Tiere schlüpfen nahezu synchron nach 17 bis 34 Tagen mit bereits 1,5 bis 2,5 Windungen. Die Schlüpfrate liegt bei 50 %. Danach wird etwa eine halbe Windung pro Monat gebildet. Nach vier Monaten sind meist vier Windungen entwickelt. Danach verlangsamt sich das Wachstum stark. Die Geschlechtsreife wird im Jahr darauf mit mindestens vier ausgebildeten Windungen erreicht. Die Tiere werden zwei bis drei Jahre alt.

## Taxonomie
Das Taxon wurde 1821 von Johann Daniel Wilhelm Hartmann als Helix ruderata aufgestellt. In der Literatur ist das Taxon häufig mit Férussac oder in der älteren Literatur mit Studer als Autor zu finden. Beide Autoren gaben jedoch keine Beschreibung oder Indikation und der Name ist in beiden Fällen ein nomen nudum. Das Taxon ist die Typusart der Gattung Discus Fitzinger, 1833.

## Gefährdung
In Deutschland gilt die Art als stark gefährdet.